# فيكتوريا وود
فيكتوريا وود (بالإنجليزية: Victoria Wood)‏ (و. 1953 – 2016 م) هي ممثلة، ومخرجة تلفزيونية، وكاتبة سيناريو، ومغنية مؤلفة، وfilm score composer، ومنتجة تلفزيونية، ومغنية، وممثلة أفلام، وعازفة بيانو من المملكة المتحدة .
توفيت في لندن .

## التعليم
تعلمت في جامعة برمنجهام، وBury Grammar School.

## جوائز وترشيحات
حصلت على جوائز منها:
- قائد وسام الامبراطورية البريطانية (سنة 2008)
- British Academy Television Award for Best Actress، عن عمل:Housewife, 49 (سنة 2007)
- British Comedy Awards (سنة 1990).

## روابط خارجية
- فيكتوريا وود على موقع IMDb (الإنجليزية)
- فيكتوريا وود على موقع روتن توميتوز (الإنجليزية)
- فيكتوريا وود على موقع ألو سيني (الفرنسية)
- فيكتوريا وود على موقع ميوزك برينز (الإنجليزية)
- فيكتوريا وود على موقع أول موفي (الإنجليزية)
- فيكتوريا وود على موقع ديسكوغز (الإنجليزية)
- فيكتوريا وود على موقع قاعدة بيانات الفيلم (الإنجليزية)
- فيكتوريا وود على موقع كينوبويسك (الروسية)